# تپه سفالین
تپه سفالین مربوط به هزاره دوم و اول قبل از میلاد است و در پیشوا، حد فاصل محله پاچنار و دانشگاه آزاد واحد پیشوا واقع شده و این اثر در تاریخ ۱۷ مرداد ۱۳۸۳ با شمارهٔ ثبت ۱۱۰۴۵ به‌عنوان یکی از آثار ملی ایران به ثبت رسیده است.
تپه سفالین محوطه باستانی در دشت تهران در جنوب رشته کوه‌های البرز در فلات شمال مرکزی ایران، در حدود ۱۰ کیلومتری شرق شهر امروزی ورامین و ۳۵ کیلومتری جنوب شرقی شهر تهران در استان تهران قرار دارد.
سفالین به معنی ساخته شده از خرده‌های سفال است. از دوره چالکولیتیک پسین تا دوره برنز اولیه، در دوره نیاایلامی (که همچنین به عنوان شوش سوم نیز شناخته می‌شود) و دوباره در دوره آهن سوم این تپه اشغال و تحت سکونت قرار گرفت.. تپه سفالین در مجاورت تپه شغالی و در چند کیلومتری تپه حصار است.

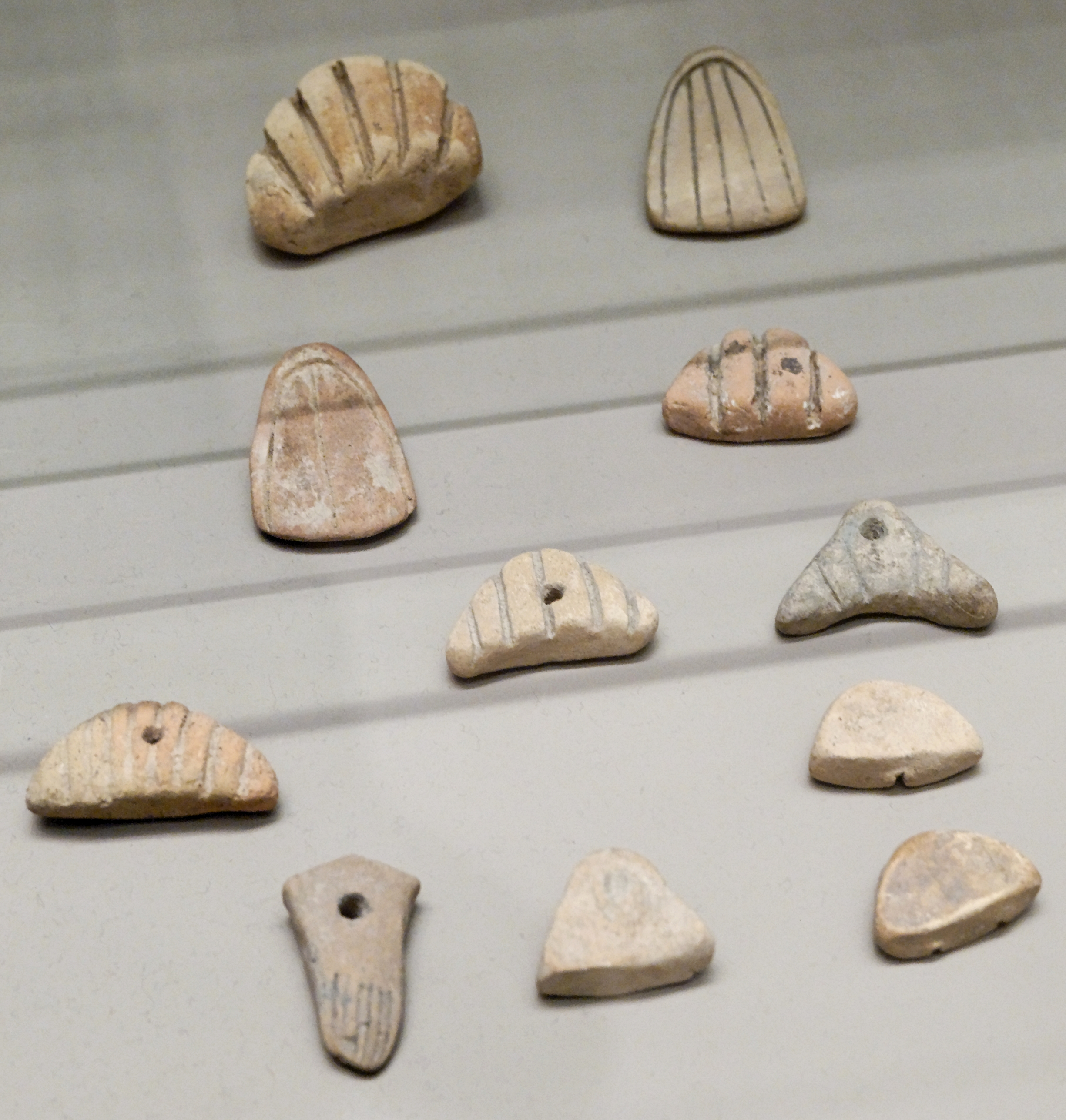
ژتونهای حسابداری یافت شده در شوش

## تاریخچه
سکونت در این منطقه از اواخر هزاره چهارم پیش از میلاد (اواخر مس‌سنگی) تا اوایل هزاره سوم پیش از میلاد (اوایل عصر برنز) آغاز شد و پس از یک دوره ترک سکونت، تا دوره عصر آهن III از سر گرفته شد. در اوایل سکونت، سفال‌ها و بقایای کتیبه‌ای از دوره نیاایلامی (معادل شوش III) و همچنین کاسه‌های لبه‌دار اریب از نوع دوره اوروک (معادل شوش II) یافت شدند.

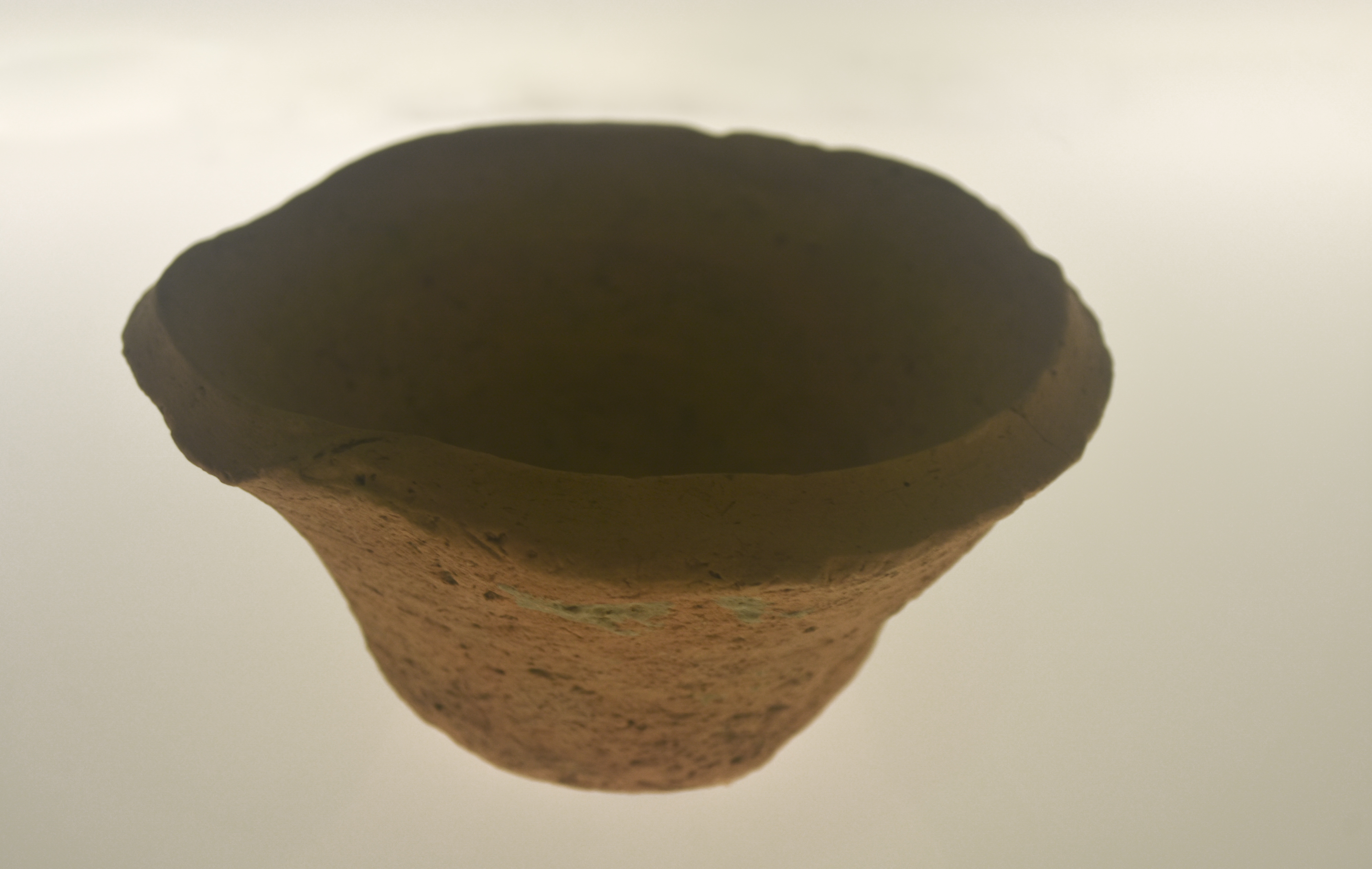
کاسه لبه‌دار اریب مربوط به دوره اوروک

## باستان‌شناسی
این محوطه منطقه‌ای به طول ۵۰۰ متر و عرض ۴۰۰ متر با ارتفاع ۱۰ متر بالاتر از دشت را در بر می‌گیرد که بر روی تپه‌ای طبیعی بنا شده است. حفره‌هایی، که نشان‌دهنده برخی اقدامات سرقت آثار تاریخی است در سطح آن وجود دارد. تپه سفالین در طول بررسی دشت تهران در سال ۲۰۰۴ مورد بررسی قرار گرفت. این تپه در دو فصل از سال ۲۰۰۶ تا ۲۰۰۷ توسط تیمی به سرپرستی مرتضی حصاری از خدمات باستان‌شناسی دانشگاه آزاد اسلامی ورامین-پیشوا تحت کاوش قرار گرفت.
در میان یافته‌ها، نمونه‌هایی از کتیبه‌های گلی، دوازده لوح نیاایلامی که عمدتاً تکه‌تکه بودند (یکی از آنها  به‌دلیل وضعیت نامناسب نگهداری، خوانا نبود)، برامدگی‌های گلی، چسب‌های گلی و لوح‌های خالی وجود داشت. از ۱۱ لوح قابل خواندن، یکی در دره اول و بقیه در دره سوم پیدا شد. نمونه‌های گلی متعددی مربوط به دوره اولیه سوادآموزی (کروی، مخروطی، مستطیلی، مثلثی، محدب‌الطرفین، کوزه‌ها و غیره) نیز یافت شد. کار حفاری تا سال ۲۰۱۱ ادامه یافت، هرچند که این اثر به‌طور مختصر منتشر شده است.